# Lionelle Howard
Lionelle Howard foi um ator britânico da era do cinema mudo, que nasceu em Cirencester, Gloucestershire, Inglaterra.

## Filmografia selecionada
- Barnaby Rudge (1915)
- The Grand Babylon Hotel (1916)
- Trelawny of the Wells (1916)
- Annie Laurie (1916)
- The Failure (1917)
- The Forest on the Hill (1919)
- The Wonderful Year (1920)
- Aunt Rachel (1920)
- A Debt of Honour (1922)
- The Fair Maid of Perth (1923)
- Wanted, a Boy (1924)
- Not for Sale (1924)